# Liogenys opacipennis
Liogenys opacipennis är en skalbaggsart som beskrevs av Frey 1969. Liogenys opacipennis ingår i släktet Liogenys och familjen Melolonthidae. Inga underarter finns listade i Catalogue of Life.